# توم برادلي
توم برادلي (بالإنجليزية: Tom Bradley)‏ هو محامي وسياسي أمريكي، ولد في 29 ديسمبر 1917 في الولايات المتحدة، وتوفي بنفس المكان في 29 سبتمبر 1998 بسبب نوبة قلبية. حزبياً، نشط في الحزب الديمقراطي. انتخب عمدة لوس أنجلوس ‏ (1 يوليو 1973 – 1 يوليو 1993).

## روابط خارجية
- توم برادلي على موقع IMDb (الإنجليزية)
- توم برادلي على موقع الموسوعة البريطانية (الإنجليزية)
- توم برادلي على موقع مونزينجر (الألمانية)
- توم برادلي على موقع ميوزك برينز (الإنجليزية)
- توم برادلي على موقع إن إن دي بي (الإنجليزية)
- توم برادلي على موقع ديسكوغز (الإنجليزية)
- توم برادلي على موقع أوليمبيديا (الإنجليزية)